# Primära motoriska barken
Hjärnans primära motoriska bark (även primära motorcortex, M1, eller Brodmanns area 4) är belägen längst bak på frontalloben, intill centralfåran. Den ligger i direkt anslutning till den primära somatosensoriska barken i parietallobens framkant och är på den andra sidan granne med den premotoriska barken i frontalloben.
Den primära motoriska barken kontrollerar alla de drygt 600 muskler som är inblandade i frivilliga muskelrörelser. Vänstra hjärnhalvans primära motoriska bark reglerar rörelser på kroppens högra sida och vice versa. Därmed skulle en allvarlig skada i på den vänstra hjärnhalvans primära motorcortex leda till en förlamning i kroppens högra sida. Olika delar av den primära motoriska barken styr olika delar av kroppen. Det finns exempelvis en specifik del som styr tummen. Fördelningen kan något förenklat förklaras med att de kroppsdelar som finns längst ned på kroppen styrs högst upp i primära motorcortex, och att ju längre ned i den primära motoriska barken du kommer desto högre upp i kroppen sitter de kroppsdelar som styrs därifrån. Varje kroppsdel tar upp plats i relation till hur komplexa rörelser den utför. Kontrollen av fingrarnas rörelse är mycket mer krävande än kontrollen av torson. Fingrarnas regleringen tar därför upp mer plats i barken trots att torson som sådan är betydligt större. Samordningen mellan den primära motoriska barken och den primära somatosensoriska barken underlättas genom att kroppsdelarnas position i de bägge områdena är placerade jämsides. Med andra ord, armens placering i motorcortex är densamma som dess placering i somatosensoriska cortex. Vilka delar som hör till vilken kroppsdel kan studeras genom att stimulera specifika delar av motorcortex med elektricitet. Rörelser uppkommer vid elektrisk stimulation i den kroppsdel som den specifika punkten i motorcortex kontrollerar.

## Roll vid rörelse
Den primära motoriska barken är långt ifrån den enda del av kroppen, eller hjärnan för den delen, som är involverad vid kroppsrörelser. Men den är oerhört betydelsefull. Som tidigare nämnts leder allvarligare skador till förlamning. 
Från olika sensoriska regioner i hjärnan, till exempel somatosensoriska cortex, skickas information om kroppen till prefrontalcortex (såvida det inte handlar om relativt automatiska rörelser, i sådant fall kan information skickas en mer direkt väg till den primära motoriska barken). I prefrontalcortex planeras rörelserna och information skickas vidare till den premotoriska barken där rörelsernas utförande organiseras. Från den premotoriska barken överförs instruktioner till primära motorcortex som verkställer rörelserna genom att skicka informationen i ett ytterligare led, nämligen via ryggmärgen ut till aktuella kroppsdelar.